# 滕州市
滕州市在中国山东省南部，是枣庄市代管的县级市，为山东省人口最多的县级市。市人民政府駐北辛街道北辛中路。
滕州人文历史悠久，据传为墨家学派创始人墨子和工匠祖师爷鲁班的故里。

## 历史
上古及周这里是滕、薛、邾国之地，有“滕小国”之称，至今仍存有东周时遗迹薛国遗址。这里也是春秋战国时期的思想家、军事家和墨家学派创始人墨子的故里。也是战国四公子之一孟尝君的故里，其墓现在滕州境内。毛遂墓也在滕州境内。秦在此置滕县，汉改蕃县，隋复名滕县。1988年撤县设市。

### 上古及先秦

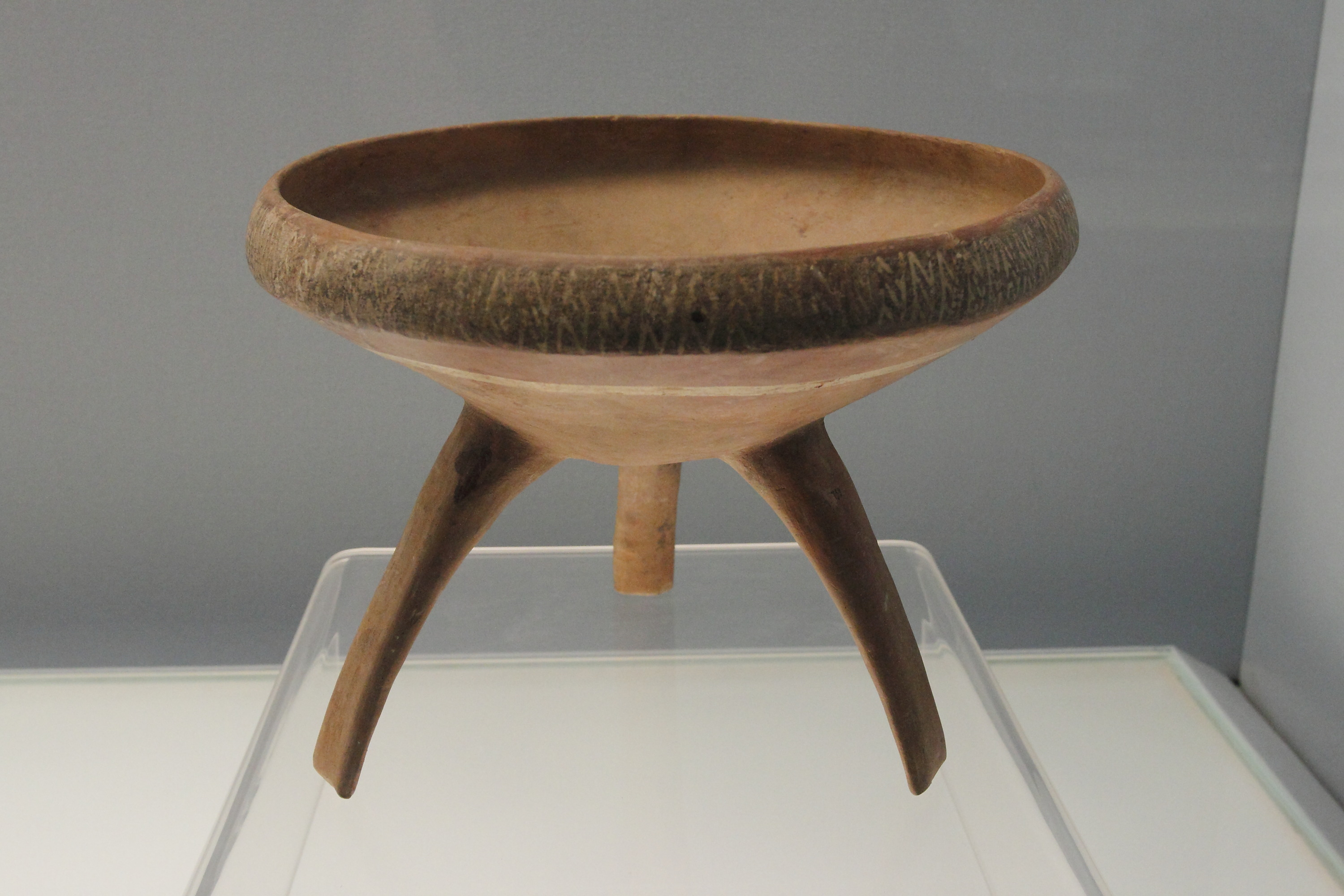
大汶口文化彩陶缽形鼎，东沙河镇岗上遗址出土

上古时，炎帝和黄帝之战后，炎帝战败，黄帝东进，封其第十子于滕。黄帝所封滕国，于商末灭亡，被周代替。约公元前1046年，周武王封其弟错叔绣于滕，传31世，于公元前414年为越国所灭，后复国。战国时期，在滕文公当政时期，按照孟子的主张治理国家，行善政，施善教，政绩卓著，被誉为“善国”。

### 秦汉
秦始皇统一六国后，废封建置郡县，滕县属薛郡。
汉初，刘邦撤小邾置蕃县，汉武帝时，改滕县为公丘县。北魏撤销公丘县，设立阳平县。北齐把阳平、薛、合乡、昌虑、永兴、永福六县并入蕃县，并将沛、高平、南武阳等县的部分地区划归蕃县。

### 隋唐
隋开皇六年（586年）蕃县改名为滕县。开皇十六年（596年），改为滕郡。不久，又将滕郡改为滕县。唐太宗李世民，封其弟李元婴为滕王于此。其在滕期间，无心政务，奢于游玩，沉于歌乐，被当地人民弹告，被贬于洪州（即今日南昌），筑滕王阁并继续游乐。唐元和年间，县城东移二里修筑新城，并在新城东建有龙泉禅寺（根据明代地图所示，应为“慈泉寺”），并建有龙泉塔用以镇压奔腾的泉水（仅存龙泉塔于龙泉广场）。

### 宋元
北宋基本沿袭唐朝的建制。宋南迁之后，金于滕县兼置滕阳军。金大定二十二年（1182年），改滕阳军为滕阳州。大定二十四年，改滕阳州为滕州（治滕县），辖滕、沛、邹三县和陶阳镇。

### 明清
明洪武二年（1369年），撤销滕州。清乾隆年间，将湖陵县部分地区划入滕县。

### 现代
中華民國大陸时期，滕县政区基本未变。徐州会战时期，这里首先进行了滕縣保卫战，保卫战中，从四川调出的川军（二十二集团军一二二师）受到重创。是役共击毙日军2000余人，守军自师长王铭章以下伤亡近万人。一二二师师长王铭章于此牺牲。
中华人民共和国建立后，设置滕县专区，后改济宁专区。1979年，滕县改属枣庄市。1983年11月，滕县东部部分地区划归新成立的山亭区，为枣庄市辖区。1988年3月7日，撤销滕县，设立县级滕州市，由地级枣庄市管理。

## 人口
2020年11月1日零时为标准时点进行了第七次全国人口普查主要数据公布如下：全市常住人口1574648人，与2010年第六次全国人口普查的1603659人相比，十年共减少29011人，下降1.81%。

## 地理
地处黄淮平原上，东接泰沂山脉、西临微山湖，全市地势比较平缓。
滕州是山东重要的粮食产区，主产小麦、玉米、土豆等。
滕州境内煤炭资源丰富，储量高達52.3亿吨，居山东省之首。

### 气候
滕州地处暖温带南缘，最冷月均温-0.2°C，年平均气温14.5°C，降水量695毫米。历史最低气温是1957年1月18日测得的-21.8°C。
| 滕州市(1981−2010)    | 滕州市(1981−2010) | 滕州市(1981−2010) | 滕州市(1981−2010) | 滕州市(1981−2010) | 滕州市(1981−2010) | 滕州市(1981−2010) | 滕州市(1981−2010) | 滕州市(1981−2010) | 滕州市(1981−2010) | 滕州市(1981−2010) | 滕州市(1981−2010) | 滕州市(1981−2010) | 滕州市(1981−2010) |
| 月份                 | 1月               | 2月               | 3月               | 4月               | 5月               | 6月               | 7月               | 8月               | 9月               | 10月              | 11月              | 12月              | 全年              |
| -------------------- | ----------------- | ----------------- | ----------------- | ----------------- | ----------------- | ----------------- | ----------------- | ----------------- | ----------------- | ----------------- | ----------------- | ----------------- | ----------------- |
| 历史最高温 °C（°F）  | 15.9 (60.6)       | 23.5 (74.3)       | 27.6 (81.7)       | 32.6 (90.7)       | 36.3 (97.3)       | 38.7 (101.7)      | 40.6 (105.1)      | 36.9 (98.4)       | 35.6 (96.1)       | 34.8 (94.6)       | 25.3 (77.5)       | 19.8 (67.6)       | 40.6 (105.1)      |
| 平均高温 °C（°F）    | 5.1 (41.2)        | 8.3 (46.9)        | 13.9 (57.0)       | 20.9 (69.6)       | 26.3 (79.3)       | 30.9 (87.6)       | 31.4 (88.5)       | 30.6 (87.1)       | 27.2 (81.0)       | 21.7 (71.1)       | 13.8 (56.8)       | 7.0 (44.6)        | 19.8 (67.6)       |
| 日均气温 °C（°F）    | −0.2 (31.6)       | 2.9 (37.2)        | 8.3 (46.9)        | 15.3 (59.5)       | 20.8 (69.4)       | 25.5 (77.9)       | 27.1 (80.8)       | 26.1 (79.0)       | 21.9 (71.4)       | 15.8 (60.4)       | 8.2 (46.8)        | 1.7 (35.1)        | 14.4 (58.0)       |
| 平均低温 °C（°F）    | −4.3 (24.3)       | −1.7 (28.9)       | 3.2 (37.8)        | 9.7 (49.5)        | 15.2 (59.4)       | 20.4 (68.7)       | 23.4 (74.1)       | 22.3 (72.1)       | 17.2 (63.0)       | 10.9 (51.6)       | 3.5 (38.3)        | −2.5 (27.5)       | 9.8 (49.6)        |
| 历史最低温 °C（°F）  | −17.1 (1.2)       | −15.4 (4.3)       | −9.8 (14.4)       | −3 (27)           | 3.3 (37.9)        | 11.2 (52.2)       | 16.6 (61.9)       | 12.8 (55.0)       | 6.2 (43.2)        | −2.3 (27.9)       | −10.5 (13.1)      | −16.1 (3.0)       | −17.1 (1.2)       |
| 平均降水量 mm（）    | 10.4 (0.41)       | 14.8 (0.58)       | 21.4 (0.84)       | 31.5 (1.24)       | 59.7 (2.35)       | 86.6 (3.41)       | 162.8 (6.41)      | 177.1 (6.97)      | 66.2 (2.61)       | 33.3 (1.31)       | 21.1 (0.83)       | 10.1 (0.40)       | 695 (27.36)       |
| 来源：中国气象数据网 |                   |                   |                   |                   |                   |                   |                   |                   |                   |                   |                   |                   |                   |

## 行政区划
滕州市下辖5个街道办事处、16个镇：
荆河街道、龙泉街道、北辛街道、善南街道、东沙河街道、洪绪镇、南沙河镇、大坞镇、滨湖镇、级索镇、西岗镇、姜屯镇、鲍沟镇、张汪镇、官桥镇、柴胡店镇、羊庄镇、木石镇、界河镇、龙阳镇和东郭镇。

## 交通
- 京沪铁路纵贯市境，京沪高速铁路在东部穿过，设有滕州东站。
- 京福高速公路和 104国道穿越境内， 104国道横穿市区， 京福高速公路在城市东部。
- 有河道连通京杭大运河。

## 经济
滕州经济由于人口众多，经济总量较高在全国百强县排名中，位于第23名。同时，也应看到，滕州的经济仍然以轻工业、生产加工业、煤炭相关产业为主，服务业发展较为落后，在经济构成中占比不足4成，属于典型的工业化中后期产业结构。
从经济关联度上来看，滕州市与枣庄其它区县的关联并不大，因此造成了枣庄全市没有“统一城区”的现象：滕州作为县级市自立一城，薛城区凭借发达的交通和新城建设自立一城，市中区则由历史缘故保留一城。从城市聚集效应的角度来说，枣庄一市之内不存在人口流动壁垒，滕州的经济发展没有对周围的人口形成吸引，也并没有产生区域性辐射，导致枣庄市难以形成统一城区，而是由于历史原因在多处围绕产业、行政区位因素形成小城镇。
由于历史原因，滕州与枣庄存在长期矛盾。1988年，滕县由县改市，按国务院批复，滕州市将成为山东省直辖县级市，获得期待已久的独立地位，以及人事、财政、计划、项目审批等原来由市管理的所有权力，但山东省又下发文件，把这一系列权力收归枣庄，使滕州成为枣庄代管。随着煤炭资源枯竭，枣庄的发展遇到瓶颈，而滕州经济优于枣庄其他五区，使得枣庄市政府更不愿意放弃滕州的管辖权，例如枣庄各区在滕州开矿，但主要税收归各区而非滕州市，又加深了两地矛盾。2005年至2006年，甚至出现了由退休干部、人大代表和普通市民等民间力量主导的“独立”运动，通过发表公开信、提案、诉讼等方式，争取滕州脱离枣庄代管，恢复山东省直辖身份，最终未能成功。

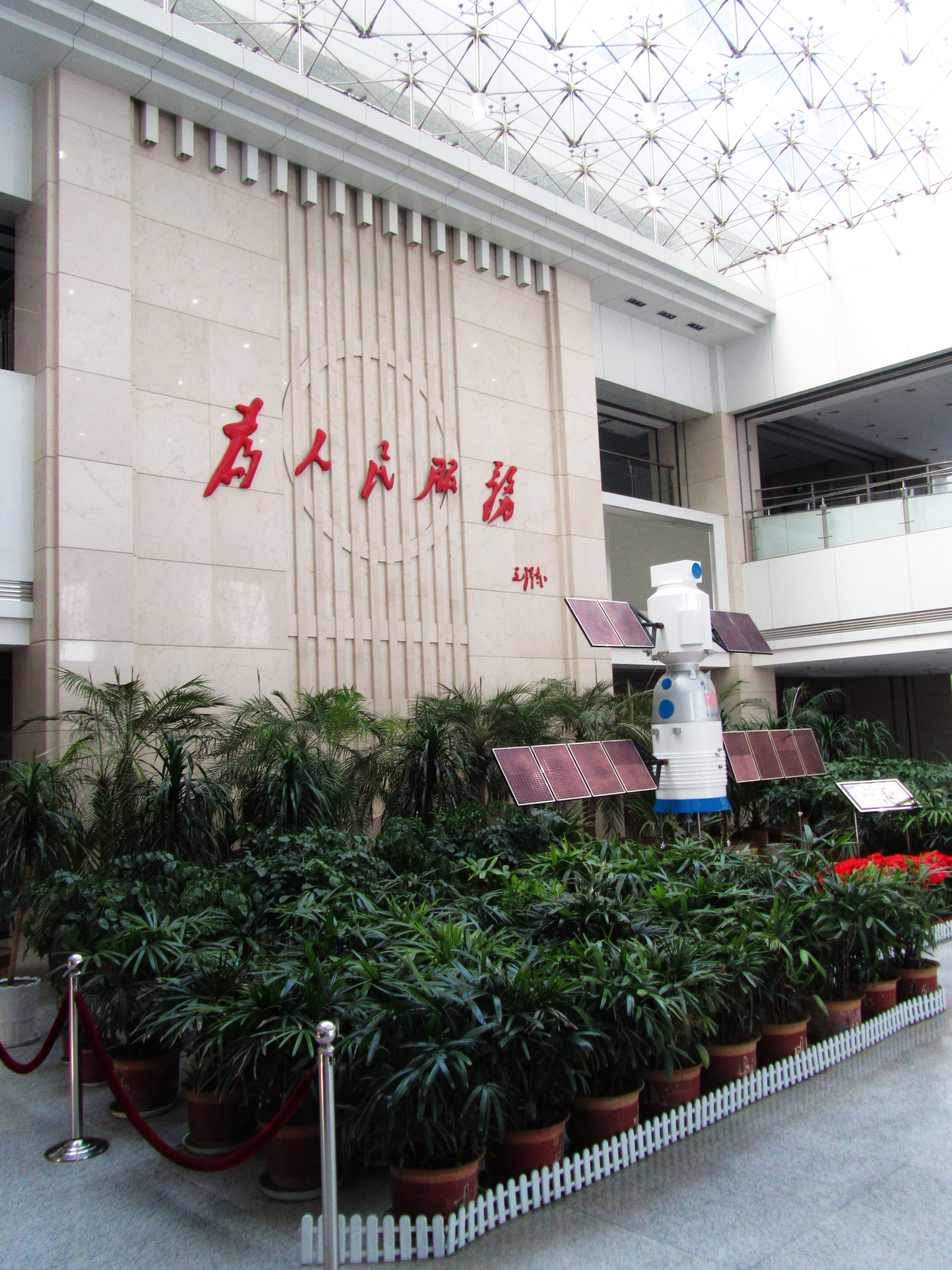
滕州市政府大楼内

## 教育
滕州身为墨鲁故里，又紧邻孟子故里邹城市，离曲阜亦很近，深受儒家，墨家文化影响，重视教育。这里私人投资教育很常见，比较出名的有以初中教育为主的滕北中学、滕南中学、滕东中学、育才中学、尚贤中学。身为县级市，积极争取在当地办大学教育，2004年成立的科圣大学（枣庄科技职业学院）是滕州历史上的第一所高等专科院校。滕州一中为该市最好中学，原中国人民解放军政治部主任李继耐即为该校毕业。

## 文化旅游
- 全国重点文物保护单位：薛城遗址、北辛遗址
- 山东省文物保护单位：岗上遗址、滕国故城、薛国故城、北辛遗址、龙泉塔、滕州县衙、皇陵旧址、百寿坊、王家祠堂、刘氏家祠、张氏祠堂、唐代石雕群、庄里西遗址、西康留遗址、前掌大遗址

| - 毛遂墓 - 荊河公園 | - 善国文公台 - 孟尝君陵园 | - 汉画像石馆 - 滕州博物馆 | - 王学仲艺术馆 - 中外酒瓶博物馆 - 滨湖万亩红荷湿地 |

## 特色饮食
滕州的特色食品有羊肉汤、煎饼、烧饼（当地所讲烧饼特指吊炉烧饼，即一种蒲扇大小白面薄饼，单面烘烤，初较香脆，久置则变软。另有一种类似黄桥烧饼，当地称麻饼或麻火烧），菜煎饼、辣汤等。还有张汪板鸭，王开猪头肉。

## 著名人物

### 古代
- 滕文公
- 墨子
- 鲁班
- 奚仲
- 毛遂
- 孟尝君
- 叔孙通
- 公孙弘
- 王嘉宾

### 近代
- 高熙喆
- 刘子衡
- 洪振海

### 现代
- 王学仲
- 马世晓
- 杨广立
- 李景
- 杨斯德
- 李继耐
- 刘书田
- 张兆垠
- 张知寒
- 刘大印